# BMP-3
BMP-3 (ryska: Боевая Машина Пехоты БМП-3) är en rysk amfibisk pansarskyttebandvagn som ersatte BMP-2. 
Pansarvärnsroboten 9M113 Konkurs är en vanlig tillsats på BMP-3:an. 9M113 är den ryska motsvarigheten till den amerikanska TOW-roboten.